# اس‌اس راولستون
اس‌اس راولستون (به انگلیسی: SS Ravelston) یک کشتی بود که طول آن ۲۸۸ فوت (۸۷٫۷۸ متر) بود. این کشتی در سال ۱۹۰۶ ساخته شد.